# Poli supermercati
Il Gruppo Poli è un gruppo trentino del settore della grande distribuzione alimentare, con 68 punti vendita nelle regioni di Trentino-Alto Adige e Veneto.
Il gruppo ha al suo interno 4 aziende, Seven Spa, Billig Spa, Supermercati Poli Spa e Orvea Spa. "Seven" è la società che gestisce in esternalizzazione tutti i servizi del gruppo e si occupa tra il resto, degli acquisti di frutta, verdura, latticini, salumi, surgelati, e prodotti non alimentari, del marketing e della gestione delle risorse umane. Le funzioni di logistica e distribuzione della merce sui punti vendita sono state quasi totalmente esternalizzate dando in gestione i magazzini a società esterne, con l'eccezione del non alimentare.
Gruppo Poli detiene il 30% delle azioni della società a responsabilità limitata Agorà Network e ha come partner le società Iperal (Valtellina, Valcamonica, Lecchese e Brianza), Sogegross (Liguria, Piemonte, Toscana) e Tigros (Varese, Novara, Como). Stando al sito ufficiale dell'azienda, il gruppo Poli controlla, in Trentino-Alto Adige, il 30,2% del mercato, di cui il 36,3% in provincia di Trento, ed il 18% nella provincia autonoma di Bolzano.

## Storia
L'azienda nasce nel 1938 come negozio di frutta e verdura di Beniamino e Giuseppe Poli. Nel 1957, i due fratelli fondano un supermercato, di modeste dimensioni, uno dei primi in Italia. Tra gli anni sessanta e settanta l'azienda s'ingrandisce sul territorio. Dopo aver puntato su servizi, Poli rivolge la propria attenzione a prodotti di genere non alimentare: nel 1986, viene aperto il primo magazzino Regina. Nel 1998 rinnova la pianta dei propri punti-vendita, che diviene circolare. Durante l'anno 2000 l'azienda entra a far parte di Agorà Network, acquisendo il 30% delle azioni della neonata società. Nel 2005 introduce nei propri negozi il sistema di spesa automatica "Faccio Io".
Nel 2014 entra a far parte del gruppo anche il marchio Orvea, fondato da Aldo Bertoldi nel 1959.

## Identità visive

Supermercati Poli
Supermercati Regina
Supermercati Orvea
Supermercati CCAmort

## Punti vendita
Questo è il dettaglio della rete di vendita del gruppo Poli:
| Provincia | Poli | Regina | IperPoli | MiniPoli | Amort | Orvea | IperOrvea |
| --------- | ---- | ------ | -------- | -------- | ----- | ----- | --------- |
| Bolzano   | 10   | 2      | 1        | 3        | 4     | 0     | 0         |
| Trento    | 21   | 8      | 3        | 3        | 4     | 5     | 1         |
| Verona    | 0    | 1      | 0        | 0        | 0     | 1     | 1         |